# Alessia Cara
Alessia Cara, pseudonimo di Alessia Caracciolo (Brampton, 11 luglio 1996), è una cantautrice canadese con cittadinanza italiana.
È salita alla ribalta a partire dal 2015 grazie ai singoli di successo Here e Scars to Your Beautiful, i quali hanno accompagnato il suo album di debutto Know-It-All che ha riscontrato notevoli consensi in diversi paesi del mondo. Nel 2018 è stata insignita con il Grammy Award come miglior artista esordiente.

## Biografia
Nasce a Brampton, nell'Ontario, figlia primogenita di immigrati italiani (il padre è originario di Ardore, mentre la madre di Brancaleone, ambedue in provincia di Reggio Calabria). Inizia a cantare fin da piccola e intorno ai dieci anni impara a suonare la chitarra. Frequenta la Cardinal Ambrozic Catholic Secondary School a Brampton, dove abita, e poi lo A.Y. Jackson High School di Toronto. All'età di 13 anni, per superare la sua timidezza, comincia a pubblicare cover su Facebook e YouTube.

### 2015-2017:Know-It-Alle il successo commerciale
Nel 2015, dopo aver quasi ultimato le sue canzoni in maniera indipendente, viene scritturata dalla Def Jam Recordings, ed esordisce con il singolo Here nell'aprile dello stesso anno. Il brano, che contiene un sample tratto da Ike's Rap II di Isaac Hayes (1971), consegue un ottimo successo in Nord America, Australia, Nuova Zelanda, scalando poco a poco le classifiche fino ad arrivare al primo posto tra i singoli più trasmessi dalle radio americane, entrando inoltre nelle classifiche europee. Nell'agosto 2015 pubblica l'EP Four Pink Walls.
Il suo album di debutto viene pubblicato il 13 novembre 2015, si intitola Know-It-All e raggiunge la nona posizione nella Billboard 200 statunitense.
Nel 2016 piazza sul mercato tre singoli: Wild Things, Scars to Your Beautiful e Seventeen, che ottengono un buon successo a livello globale. Nell'estate avvengono inoltre due collaborazioni: la prima con l'australiano Troye Sivan, che ripubblica il suo singolo Wild con l'aggiunta di una strofa scritta e cantata da Alessia e di cui viene pubblicato anche un video il 23 giugno, e l'altra due settimane dopo, l'8 luglio, in una nuova versione Wild Things che include il rapper italiano Fedez. Successivamente, l'artista porta avanti il Know-It-All Tour per la promozione del suo album di debutto.
Il 3 novembre successivo viene estratto direttamente dalla colonna sonora del film Disney Oceania il nuovo video del brano How Far I'll Go, la cui musica è stata composta da Lin-Manuel Miranda, il testo scritto da Alessia Cara, e il video diretto da Aya Tanimura. La canzone, cantata nel film da Auliʻi Cravalho, è stata candidata alla vittoria di diversi premi, fra cui Golden Globe ed Oscar.
Il 20 gennaio 2017 viene pubblicato l'album di J-Ax e Fedez Comunisti col Rolex, in cui partecipa anche Alessia nel singolo Cuore Nerd, cantando per la prima volta in lingua italiana. Il mese successivo esce il video della canzone Stay, in collaborazione col DJ russo-tedesco Zedd: anche questo brano diventa una hit mondiale. Il 4 febbraio dello stesso anno, Alessia è ospite musicale presso il celebre show Saturday Night Live. Nei mesi successivi, Alessia Cara collabora col rapper Logic e col cantante Khalid nel brano 1-800-273-8255, un inno contro il suicidio che cita il numero americano per la prevenzione a tale atto nel suo titolo. Anche questo brano è un grande successo in territorio statunitense e non.

### 2018-presente:The Pains Of GrowingeThis Summer
A febbraio 2018, Cara vince ai Grammy Awards nella categoria miglior artista esordiente, diventando così la prima artista canadese a riuscirci. A giugno, la cantante pubblica il singolo Growing Pains come primo estratto dal suo nuovo progetto. Successivamente, interpreta una cover di I Guess That's Why They Call It the Blues di Elton John per il progetto Revamp, un disco che include soltanto cover di brani di John. A ottobre dello stesso anno viene pubblicato l'album di Eros Ramazzotti Vita ce n'è, il quale include il duetto con la cantante Vale per sempre; nello stesso periodo escono un nuovo singolo, Trust My Lonely, e una collaborazione con il rapper Kyle Babies. Il mese successivo la cantante mette in commercio il suo secondo album The Pains of Growing, il quale è stato poi promosso anche con un tour l'anno seguente.
Nel 2019, oltre a portare avanti il suo The Pains Of Growing Tour, Cara apre i concerti del Shawn Mendes: The Tour di Shawn Mendes e collabora con Alec Benjamin nel brano Let Me Down Slowly. Nell'estate dello stesso anno, l'artista si cimenta nella pubblicazione di vari singoli ravvicinati che verranno poi inclusi nell'EP This Summer, pubblicato il 6 settembre 2019. Negli ultimi mesi del 2019, Alessia Cara ha collaborato con i Bastille nel brano Another Place e ha pubblicato il suo primo brano natalizio Make It To Christmas.

### 2021-presente:In the MeantimeeLove & Hyperbole
Nel 2021 ha pubblicato i singoli Sweet Dream e Shapeshifter per promuovere il suo terzo album in studio, In the Meantime, pubblicato il 24 settembre 2021.

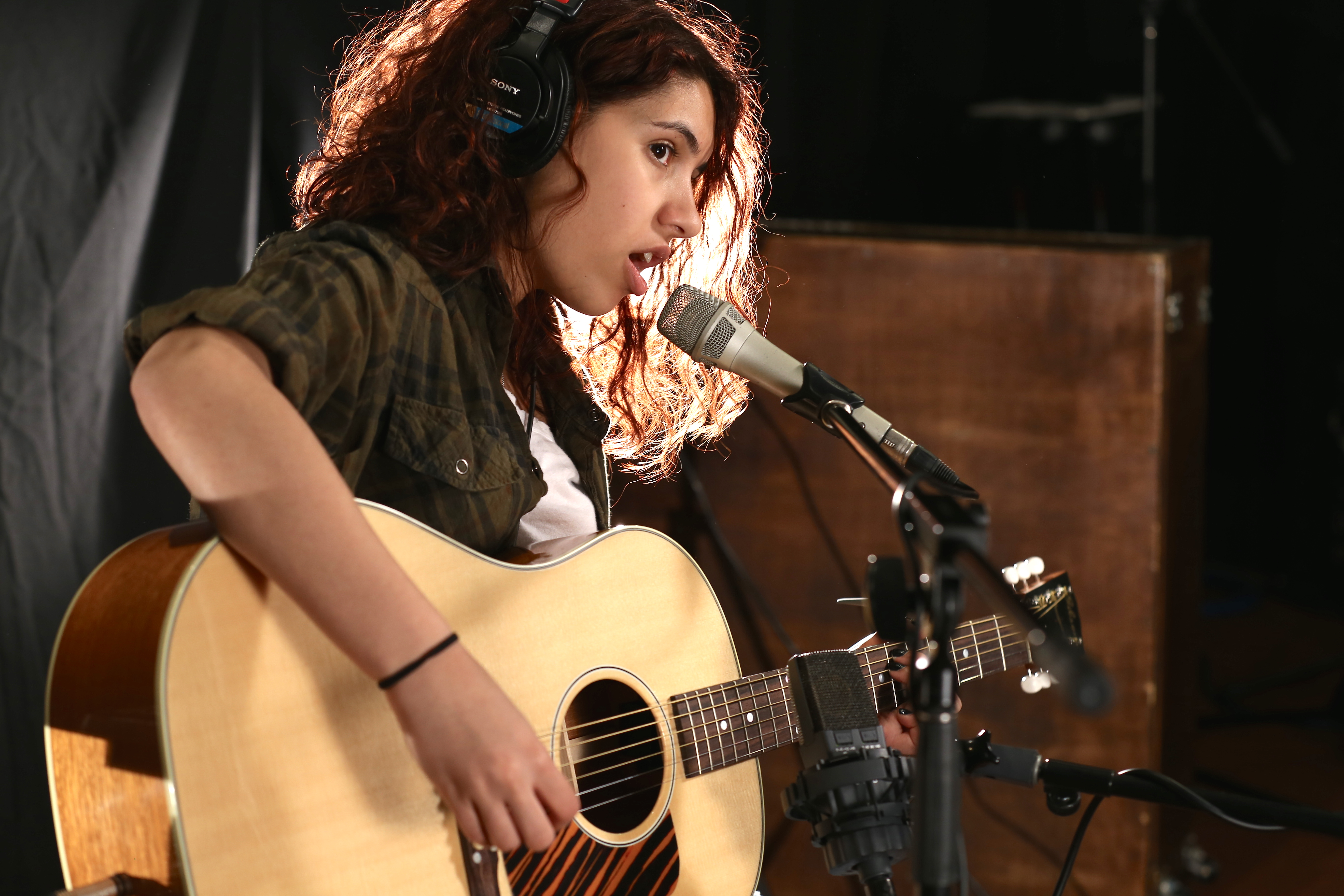
Ospite in radio, 2 giugno 2015

Nell'agosto 2023, Cara ha confermato in un post su X che stava lavorando al suo quarto album in studio, il cui lavoro è iniziato alla fine del 2021, proseguendo fino al 2024. Il singolo principale dell'album, Dead Man, è stato pubblicato il 19 luglio 2024 insieme al video musicale di accompagnamento. L'album, intitolato Love & Hyperbole, è stato pubblicato il 14 febbraio 2025.

## Influenze
Tra le sue maggiori influenze musicali ci sono Taylor Swift, Lauryn Hill, Amy Winehouse, Pink, Fergie dei Black Eyed Peas, Drake e Ed Sheeran.

## Discografia
- 2015 – Know-It-All
- 2018 – The Pains of Growing
- 2021 – In the Meantime
- 2025 – Love & Hyperbole

## Tour
- 2016 – Know-It-All Tour
- 2019 – The Pains Of Growing Tour

## Riconoscimenti
- Nell'aprile 2016 riceve il Breakthrough Artist of the Year ai Juno Awards.
- Ai Video Music Awards 2016 è in nomination per Wild Things.[14]
- Nell'aprile 2017 riceve il premio Pop Album Of The Year per Know-It-All ai Juno Awards.[15]
- Nel gennaio 2018 vince il Grammy Award al miglior artista esordiente.